# Orrkojgölarnas domänreservat
Orrkojgölarnas domänreservat este o arie protejată (arie specială de conservare — SAC, sit de importanță comunitară — SCI, arie de protecție specială avifaunistică — SPA) din Suedia întinsă pe o suprafață de 52,7 ha, integral pe uscat.

## Localizare
Centrul sitului Orrkojgölarnas domänreservat este situat la coordonatele 58°41′00″N 16°02′03″E / 58.6833°N 16.0342°E.

## Înființare
Situl Orrkojgölarnas domänreservat a fost declarat sit de importanță comunitară în ianuarie 1997 pentru a proteja 6 specii de animale. Alte tipuri de protecție:
- arie de protecție specială avifaunistică (în iulie 2000)[2]
- arie specială de conservare (în martie 2011)[1][3][4]

## Biodiversitate
Situată în ecoregiunea boreală, aria protejată conține 4 habitate naturale: Mlaștini împădurite, Lacuri și iazuri distrofice naturale, Taiga vestică, Mlaștini turboase de tranziție și turbării mișcătoare.
La baza desemnării sitului se află mai multe specii protejate de  păsări (6): caprimulg (Caprimulgus europaeus), porumbel de scorbură (Columba oenas), ciocănitoare neagră (Dryocopus martius), ciuvică (Glaucidium passerinum), cocoșul de mesteacăn (Tetrao tetrix tetrix),  cocoș de munte (Tetrao urogallus).